# Speciale bestuurlijke regio van de Volksrepubliek China

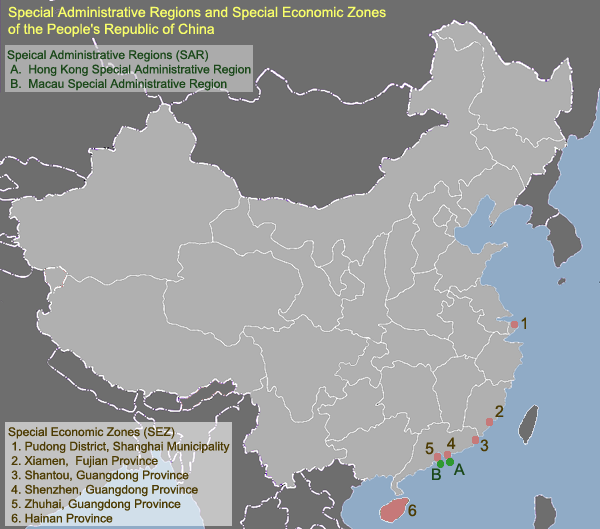
Speciale Bestuurlijke Regio's aangegeven met de groene stippen

Hongkong en Macau zijn twee Speciale bestuurlijke regio's van de Volksrepubliek China. Dit houdt in dat beide gebieden hun eigen economisch systeem mogen behouden en politieke autonomie hebben, maar wel horen bij de Volksrepubliek China. In de praktijk komt het neer op een status aparte.